# Подзаглавие
Подзаглавието е второ, уточняващо заглавие на книга, вестник или списание. То допълва заглавието и уточнява темата на текста. Обикновено подзаглавията не се включват при каталогизирането на книги.

## Примери
- Подзаглавието на сборникът „Бай Ганьо“ е „Невероятни разкази за един съвременен българин“.
- Подзаглавието на повестта „Чичовци“ е „Картинки от типове и нрави български в турско време“. По-късно подзаглавието е променено на „Галерия от типове и нрави български в турско време“.
- Подзаглавието на „Опълченците на Шипка“ е „11 август 1877“.